# Miikka O’Connor
Miikka O’Connor (* 21. April 1996 in Helsinki) ist ein finnischer Tischtennisspieler. Er nahm bisher (2020) an fünf Europameisterschaften und zwei Weltmeisterschaften teil.

## Turnierergebnisse
| Verband | Veranstaltung       | Jahr | Ort           | Land | Einzel     | Doppel        | Mixed      | Team |
| ------- | ------------------- | ---- | ------------- | ---- | ---------- | ------------- | ---------- | ---- |
| FIN     | Europameisterschaft | 2019 | Nantes        | FRA  |            |               |            | 23   |
| FIN     | Europameisterschaft | 2017 | Luxemburg     | LUX  |            |               |            | 26   |
| FIN     | Europameisterschaft | 2016 | Budapest      | HUN  | Qual.      | letzte 64     | letzte 64  |      |
| FIN     | Europameisterschaft | 2015 | Jekaterinburg | RUS  |            |               |            | 28   |
| FIN     | Europameisterschaft | 2013 | Schwechat     | AUT  |            |               |            | 29   |
| FIN     | Challenge Series    | 2020 | Gliwice       | POL  | Qual.      | Viertelfinale |            |      |
| FIN     | Challenge Series    | 2017 | Częstochowa   | POL  | letzte 64  |               |            |      |
| FIN     | World Tour          | 2017 | Stockholm     | SWE  | Qual.      | letzte 32     |            |      |
| FIN     | World Tour          | 2016 | Stockholm     | SWE  | Qual.      |               |            |      |
| FIN     | World Tour          | 2015 | Stockholm     | SWE  | Qual.      |               |            |      |
| FIN     | World Tour          | 2015 | Luxemburg     | LUX  | letzte 128 |               |            |      |
| FIN     | Weltmeisterschaft   | 2016 | Kuala Lumpur  | MAS  |            |               |            | 53   |
| FIN     | Weltmeisterschaft   | 2015 | Suzhou        | CHN  | Qual.      | letzte 32     | letzte 128 |      |

## YouTube-Karriere
Im Jahr 2012 gründeten Miikka O’Connor und die ebenfalls in der Nationalmannschaft spielenden Otto Tennilä und Emil Rantatulkkila den YouTube-Kanal Pongfinity. Auf diesem Kanal veröffentlichen sie Tischtennis-Unterhaltungsvideos mit verschiedenen Trickshots. Der Kanal hatte im Juni 2023 über 4 Millionen Abonnenten.